# Suren Katarojan
Suren (imię świeckie Abraham Katarojan, ur. 1939 w Aleppo) – duchowny Apostolskiego Kościoła Ormiańskiego, od 2004 biskup pomocniczy Kanady.

## Życiorys
Święcenia kapłańskie przyjął w 1962. Sakrę biskupią otrzymał 22 czerwca 1977. W latach 1977–2004 był biskupem Aleppo. Od 2004 posługuje w diecezji Kanady, zarządza katedrą św. Jakuba w Montrealu.